# Johann Viktor Gruol der Jüngere
Johann Viktor Gruol der Jüngere, geboren als Johann Victor Gruol (* 6. September 1807 in Bissingen an der Teck; † 28. April 1871 in Rommelsbach), war ein bekannter Orgelbauer des 19. Jahrhunderts aus der Orgelbauerfamilie Gruol.

## Leben und Wirken
Johann Viktor Gruol der Jüngere wurde am 6. September 1807 als Sohn des Orgelbauers Johann Viktor Gruol der Ältere (1766–1836) und der Anna Margaretha Gölz (1766–1844) geboren, die sein Vater 1789 geheiratet hatte. Als eines von elf Geschwistern erlernte auch er wie sein Bruder Johann Georg Gruol (1798–1833) den Beruf des Orgelbauers. Zusammen mit ihrem Vater betrieben die Brüder eine Orgelwerkstatt in der Hinteren Straße in Bissingen an der Teck, die später die mittlerweile abgerissene Gaststätte Krone beherbergte.
Nachdem sein Bruder Johann Georg bereits 1833 und sein Vater 1836 verstorben waren, führte Johann Viktor Gruol der Jüngere den Betrieb weiter. Später zog er mit seiner zweiten Ehefrau Christina Barbara (geb. Schäfer, 1806–1873) von Bissingen an der Teck nach Rommelsbach, wo er am 28. April 1871 im Alter von 63 Jahren starb.
Ein Schüler Johann Viktor Gruols des Jüngeren war der Orgelbauer Christoph Ludwig Goll, der von 1850 bis 1854 an der Orgelwerkstatt beteiligt war. Ein weiterer Schüler war Wilhelm Blessing (* 12. April 1832; † 26. Juni 1870) aus Esslingen. Er arbeitete bis 1863 mit Gruol (Gruol & Blessing), danach führte er bis 1870 eine eigene Orgelwerkstatt in Bissingen an der Teck.

## Orgeln von Johann Viktor Gruol dem Jüngeren

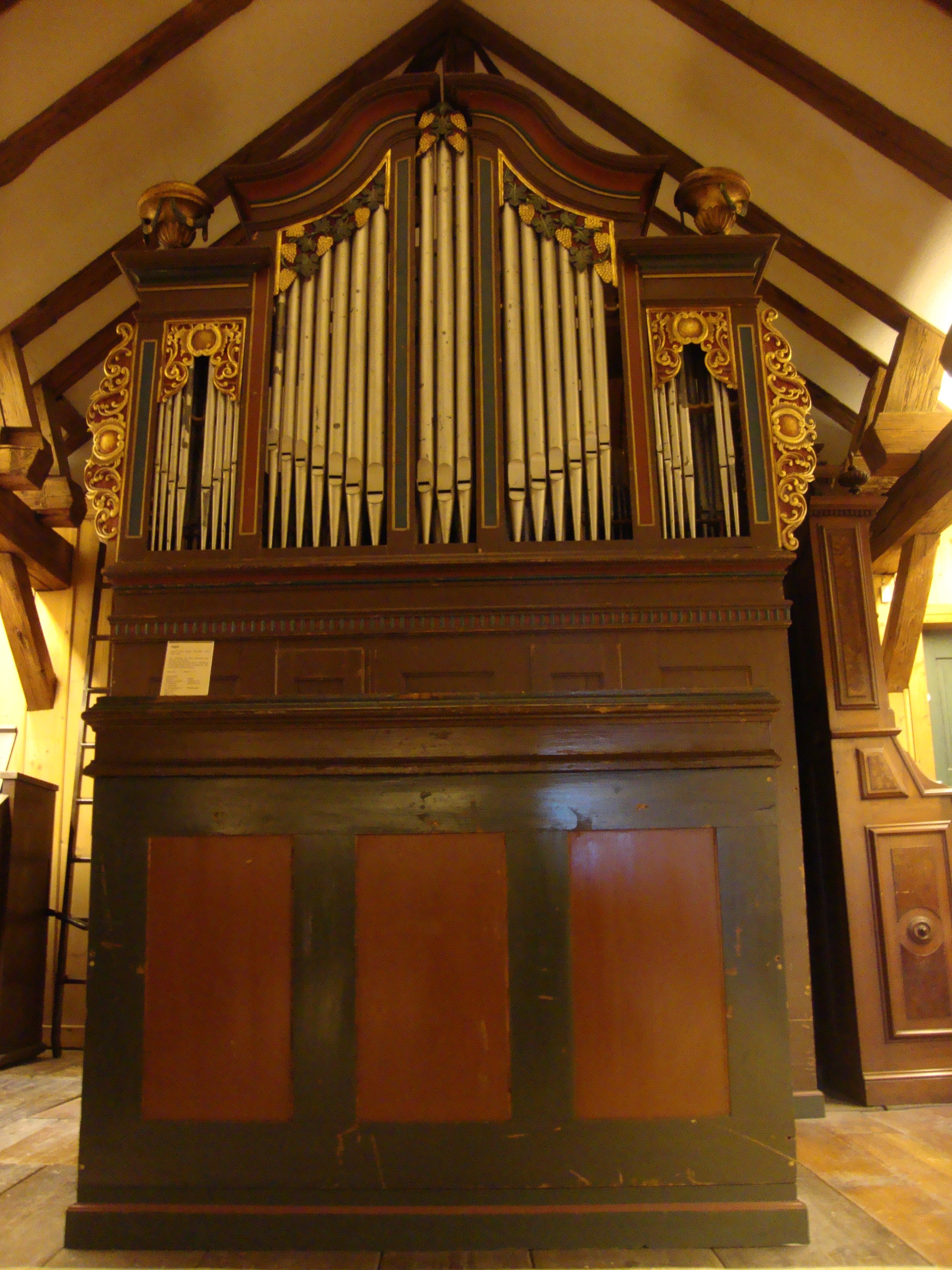
Gechinger Gruol-Orgel (1842)

- 1835 Evangelische Kirche Klingenberg
- 1839 Nikolauskirche in Beuren (bei Nürtingen)
- 1840 ev. Auferstehungskirche in Riederich
- 1841 Michaelskirche in Berkheim
- 1842 Martinskirche in Gechingen; diese Orgel befindet sich heute in der Musikhistorischen Sammlung Jehle im Stauffenberg-Schloss in Albstadt-Lautlingen
- 1844 St. Georgskirche in Donnstetten
- 1845 Mauritiuskirche in Rommelshausen (15 Register)
- 1846 Kirche in Münsingen-Rietheim
- 1851 Nikolauskirche in Gutenberg (Lenningen) (Gruol & Goll)
- 1853 Johanneskirche in Seeburg (Bad Urach) (Gruol & Goll)
- 1853 Evangelische Kirche in Klingenberg (Heilbronn)
- 1853 Dorfkirche in Dapfen (7 Register)
- 1858 ev. Kirche in Hepsisau (Gruol & Blessing)
- 1862 Blasiuskirche in Kleinengstingen (13 Register) (Gruol & Blessing)
- 1868 Luzern
- ???? Sülchenkirche in Rottenburg am Neckar

Johann Viktor Gruol baute ebenfalls die nicht mehr bestehenden Orgeln in Boll, Holzmaden und Unterlenningen.